# Grattacieli di Johannesburg

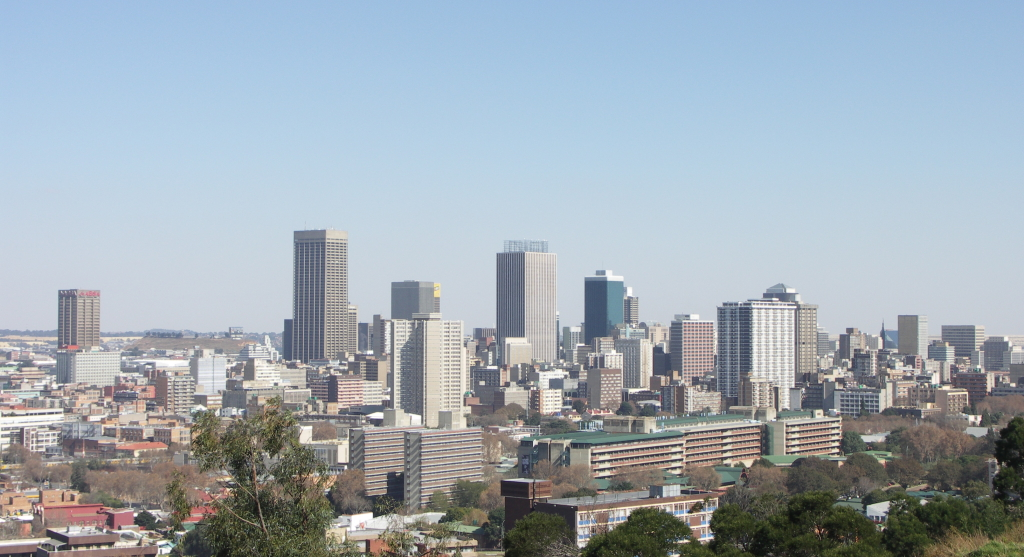
Veduta del centro di Johannesburg

La città di Johannesburg, in Sudafrica, conta un gran numero di grattacieli. Secondo la classifica redatta da Emporis, ad agosto 2022 la città possiede quattordici edifici più alti di 100 metri, il più alto dei quali è il Carlton Centre (139 metri per 32 piani).
La seguente lista non include strutture diverse da grattacieli quali torri delle telecomunicazioni (fatta eccezione per la Torre di Hillbrow).

## Grattacieli più alti
| Pos. | Nome (Quartiere                | Immagine | Altezza (m) | Piani | Anno | Quartiere     | Note                                      |
| ---- | ------------------------------ | -------- | ----------- | ----- | ---- | ------------- | ----------------------------------------- |
| –    | Torre di Hillbrow              |          | 270         |       | 1971 | Hillbrow      |                                           |
| 1    | The Leonardo                   |          | 227         | 56    | 2019 | Sandton       | - Edificio più alto d'Africa              |
| 2    | Carlton Centre                 |          | 223         | 50    | 1973 | CBD           | - Edificio più alto d'Africa fino al 2019 |
| 3    | Appartamenti Ponte City        |          | 173         | 54    | 1975 | Hillbrow      |                                           |
| 4    | Marble Towers                  |          | 152         | 32    | 1973 | CBD           |                                           |
| 5    | Radiopark                      |          | 151         | 33    | 1975 | Auckland Park |                                           |
| 6    | Michelangelo Towers            |          | 140         | 34    | 2005 | Sandton       |                                           |
| 7    | Kwa Dukuza Egoli Hotel Tower 1 |          | 140         | 40    | 1985 | CBD           |                                           |
| 8    | Torre ABSA                     |          | 140         | 31    | 1970 | CBD           |                                           |
| 9    | Trust Bank Building            |          | 140         | 31    | 1970 | CBD           |                                           |
| 10   | Standard Bank Centre           |          | 139         | 34    | 1968 | CBD           |                                           |
| 11   | Southern Life Centre           |          | 138         | 30    | 1973 | CBD           |                                           |